# Љуба Дидић
Љуба Дидић (Сокобања, 19. март 1849 — Краљевица, 7. новембар 1883) био је српски политичар.
Политички се формирао под утицајем Светозара Марковића и Васе Пелагића. Готово истовремено је с Адамом Богосављевићем ступио у Радикалну странку и својим агитаторским способностима убрзо избио у њене прве редове. Већ 1877. изабран је за општинског кмета у Сокобањи, а на скупштинским изборима 1878. први пут за народног посланика.
У Народној скупштини истакао се опозиционим ставом против режима Јована Ристића и Либералне странке. После пада либералне владе, активно учествовао у борбама против режима Милана Пироћанца и Напредњачке странке. Развио је широку делатност у народу против реакционарног режима Николе Христића, који је распустио Скупштину и почео укидати основна грађанска права.
У време тимочке буне Дидић је био врло политички активан као вођа побуњеника, организатор и руководилац устаничке војске свог краја. После озбиљних пораза устаничке војске, желећи да издејствује општу амнестију, преговарао је са једним од команданата краљевске војске, потпуковником Александром Протићем, али је овај тражио безусловну предају, тако да је борба настављена.
После распада устаничке војске Дидић је ухваћен и преки суд у Зајечару, осудио га је на смрт. Стрељан је с већом групом побуњеничких вођа.
Његова унука била је Полексија Димитријевић Стошић.